# Dąbrówka (rejon pustomycki)
Dąbrówka (ukr. Дібрівки) – wieś na Ukrainie w rejonie pustomyckim obwodu lwowskiego.